# Halecium cymosum
Halecium cymosum är en nässeldjursart som beskrevs av Charles McLean Fraser 1935. Halecium cymosum ingår i släktet Halecium och familjen Haleciidae. Inga underarter finns listade i Catalogue of Life.